# 10304 Iwaki
A 10304 Iwaki (ideiglenes jelöléssel 1989 SY) a Naprendszer kisbolygóövében található aszteroida. K. Endate, Vatanabe Kazuró fedezte fel 1989. szeptember 30-án.